# Stephen O'Halloran
Stephen O'Halloran, född 29 november 1987 i Cork, Irland, är en irländsk fotbollsspelare, vänsterback, som spelar för det engelska laget Stockport County. Han har även gjort två landskamper för det irländska landslaget.
O'Halloran gick till Aston Villa från moderklubben Springfield AFC 2003 och spelade i klubbens ungdomslag fram till 2006. Senare har han varit utlånad till Wycombe Wanderers, Southampton FC och Leeds United.